# Aouaz Trabelsi
Aouaz Trabelsi (arabe : عواز الطرابلسي), né le 24 février 1967, est un arbitre tunisien de football.
Arbitre de la FIFA depuis 1996, il dirige des matchs durant de grandes compétitions mais arbitre essentiellement au sein du championnat de Tunisie.

## Carrière
- Coupe de Libye de football 2007 (finale)
- Ligue des champions arabes 2007-2008 (finale aller)
- Trophée des champions 2010